# تمام چیزهایی که نمی‌توانی پشت سر بگذاری
«تمام چیزهایی که نمی‌توانی پشت سر بگذاری» (به انگلیسی: All That You Can't Leave Behind) آلبومی از یوتو است که در ۳۰ اکتبر ۲۰۰۰ منتشر شد.